# مكتب المخابرات (باكستان)
مكتب المخابرات (لقب التعريف: IB)، هو جهاز مخابرات مدني في باكستان. تأسس عام 1947 ويُعد أقدم جهاز مخابرات في باكستان. يشرف رئيس الوزراء في باكستان على العمليات والتعيينات فيه.

## لمحة تاريخية موجزة
كان مكتب المخابرات في الأصل جزءًا من مكتب المخابرات الهندي البريطاني والذي أسسه اللواء في الجيش البريطاني، السير تشارلز ماكغريغور، الذي كان في ذلك الوقت أمينًا عامًا للجيش ورئيسًا لقسم مخابرات الجيش الهندي البريطاني في مدينة شيملا في عام 1885. قبل تعيينه في هذا المنصب، أُرسلت الملكة فيكتوريا اللواء السير ماكغريغور إلى الإمبراطورية الهندية البريطانية. شملت أهداف مكتب المخابرات مراقبة انتشار القوات الروسية في أفغانستان، خوفًا من الغزو الروسي للهند البريطانية من الشمال الغربي في أواخر القرن التاسع عشر.
عقب استقلال باكستان عن الحكم البريطاني، تعرض مكتب المخابرات للتقسيم مثل القوات المسلحة، وأُنشئ مكتب مخابرات باكستاني في مدينة كراتشي. منذ ذلك الحين، اعتُبر مكتب المخابرات أقدم مجتمع للمخابرات؛ توجد أيضًا مخابرات عسكرية تابعة للجيش الباكستاني. كان مكتب المخابرات منذ البداية جهاز المخابرات الوحيد في باكستان المسؤول عن المخابرات الاستراتيجية والأجنبية، بالإضافة إلى عمليات مكافحة التجسس وتنظيم الشؤون الداخلية.
اعتُبر أداؤه الضعيف بالتعاون مع المخابرات العسكرية في تقديم تفاصيل غير مرضية عن الحرب في الهند في عام 1947 أقل من مثالي. لهذا السبب، كان مكتب المخابرات مهتمًا بمسائل الأمن الداخلي، ولم يتولّ مهمة جمع المعلومات المخابراتية الأجنبية. أدت هذه الاعتبارات في النهاية إلى إنشاء وكالة المخابرات الباكستانية في عام 1948، التي سرعان ما تولت مسؤولية جمع المخابرات الاستراتيجية والأجنبية على كافة المستويات القيادية.
يتعين المدير العام لمكتب المخابرات من قبل رئيس الوزراء، لكن يجب تأكيد التعيين من قبل الرئيس. مكتب المخابرات هو جهاز مخابرات مدني، ويعين المدير العام له من قبل البيروقراطية المدنية وقوات الشرطة؛ خدم المسؤولون العساكر المتقاعدون أيضًا في المديرية العامة لمكتب المخابرات.

## العمليات
منذ الخمسينيات والثمانينيات من القرن الماضي، كان مكتب المخابرات يدير عمليات فعالة لمراقبة السياسيين والناشطين السياسيين والمشتبه بكونهم إرهابيين أو عملاء مخابرات أجانب. بعد سقوط مدينة دكا في عام 1971، أبلغ مكتب المخابرات رئيس الوزراء الباكستاني آنذاك، ذو الفقار علي بوتو، بنقاشات الانقلاب التي جرت بين رئيس الأركان في الجيش، غول حسن خان، والقائد الجوي المارشال، عبد الرحيم خان. دعى بوتو ومساعدوه المقربون، بما فيهم غلام مصطفى خان، كلًا من الجنرالين إلى مقر الرئيس تحت ذرائع زائفة وأجبروهم على الاستقالة بعملية انقلاب مضاد. يراقب مكتب المخابرات الناشطين السياسيين في الدول التي يعتبرها معادية لمصالح باكستان. في التسعينيات، اكتسب مكتب المخابرات شهرة دولية عندما تسلل عملاؤه بنجاح إلى العديد من المنظمات الإرهابية.
في عام 1996، مُنح مكتب المخابرات حق السيطرة على برامج الرقابة الحكومية، التي تتحكم بعملية نشر المعلومات عبر الوسائط السلكية أو البريدية أو الإلكترونية. في التسعينيات، استمر مكتب المخابرات بالمشاركة الفعالة في كبح الطائفية والأصولية في البلاد. اتجهت معظم عملياته نحو التسلل وعمليات التجسس ومكافحة التجسس وتوفير معلومات أساسية عن المنظمات الإرهابية. بعد الهجمات الإرهابية في الحادي عشر من سبتمبر في الولايات المتحدة، لعب مكتب المخابرات دوره كصاحب مصلحة في الحكومة. أدت أساليب التسلل الناجحة لمكتب المخابرات إلى القبض على العديد من الإرهابيين والطائفيين البارزين واعتقالهم. علاوةً على ذلك، أدى دورًا فعالًا في حلّ الشبكات الإرهابية والأعمال الإجرامية في جميع أنحاء البلاد وخاصة كراتشي من خلال جهاز المخابرات البشرية والتقنية المتطور. أُلقي اللوم على جهاز المخابرات بسبب دوره العدواني في عملية تنظيف كراتشي من الإرهابيين بين الأعوام 1991-1992 و1994-1996.
يُعد مكتب المخابرات أداة رئيسية للحكومة لتهدئة عناصر المعارضة، ويُعتبر أحيانًا آلة إسقاط للحكومة. إحدى القضايا قيد المناقشة في المحكمة العليا في باكستان هي التدخل المزعوم لجهاز المخابرات في زعزعة استقرار حكومة البنجاب في عام 2008.

## الدستورية والسلطات
لا يملك عملاء مكتب المخابرات سلطات اعتقال رسمية، يتم القبض على المشتبه بهم واستجوابهم من قبل عملاء وكالة التحقيقات الفيدرالية بناءً على طلب من المسؤولين في مكتب المخابرات.
ينقل مكتب المخابرات المعلومات المخابراتية التي حصدها من عمليات التسلل بين مجتمع المخابرات الباكستاني والشرطة وقوات حفظ النظام الأخرى. يمنح المكتب أيضًا التصاريح الأمنية اللازمة للدبلوماسيين والقضاة الباكستانيين قبل أدائهم للقسم. منحت الحكومة مكتب المخابرات صلاحية اعتراض وفتح الرسائل البريدية والمراسلات بشكل يومي.